# Campanule agglomérée
Campanula glomerata
Espèce
Classification phylogénétique
La Campanule agglomérée, ou Campanule à fleurs agglomérées ou encore Ganteline (Campanula glomerata) est une plante herbacée vivace de la famille des Campanulacées.

## Synonymes
- Campanula aggregata Willd. ex Schltdl.
- Campanula congesta Schult.

## Sous-espèces et variété
- Campanula glomerata subsp. farinosa (Besser) Kirschl.
- Campanula glomerata subsp. glomerata
- Campanula glomerata var. alba

## Description
Cette espèce est caractérisée par ses fleurs groupées en un glomérule terminal. D'autres glomérules plus petits  sont situés à l'aisselle des feuilles supérieures.

## Répartition
La campanule agglomérée est présente dans les régions humides boisées, de l'ouest de la France (excepté la Bretagne ou très peu), dans les Pyrénées, de l'est du Massif  central, les Alpes, le Jura, et les Vosges.

## Statut
En France, cette espèce est protégée en région Basse-Normandie (Article 1).

## Photos

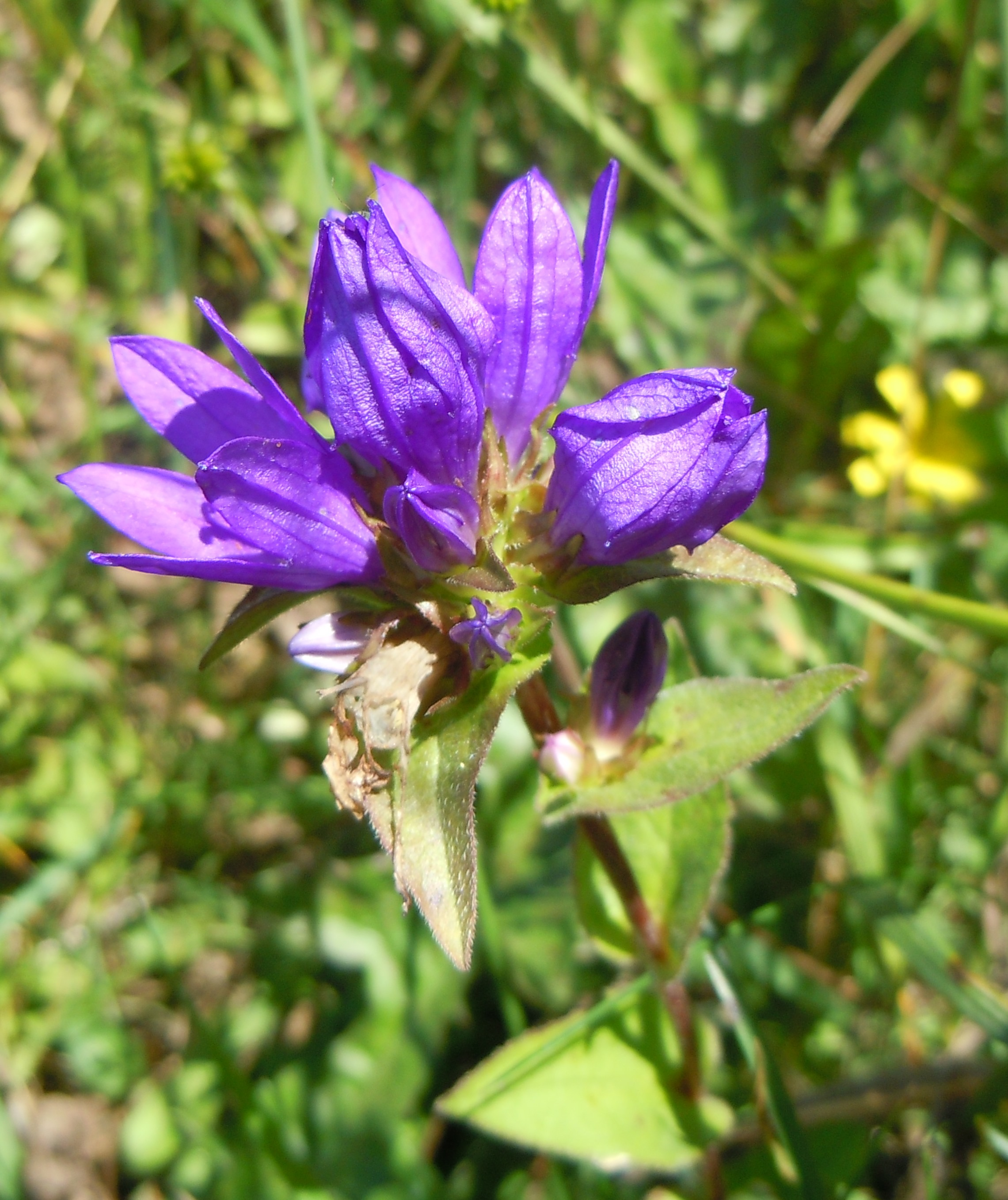
Détail des fleurs
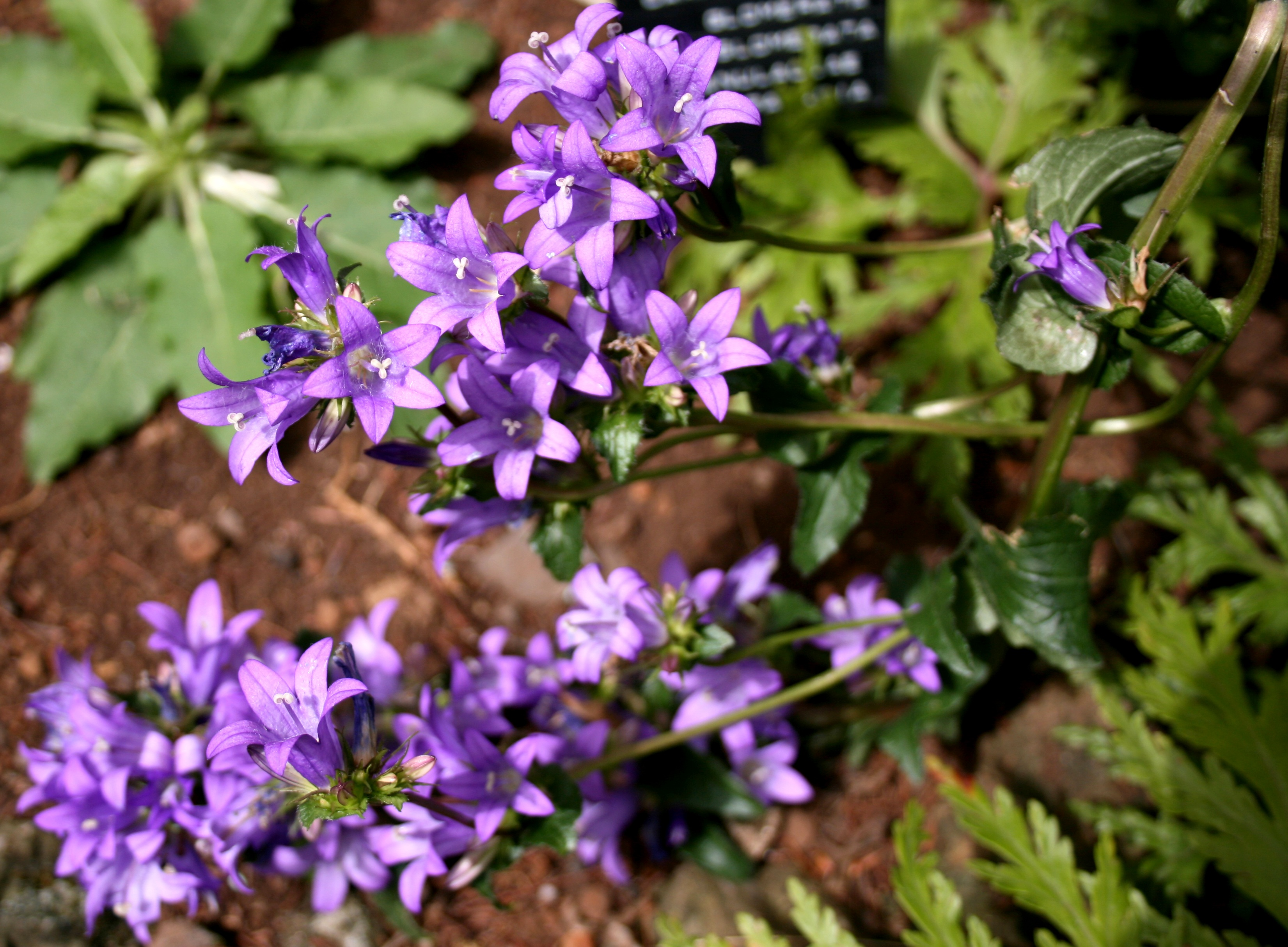
Funchal : jardin botanique
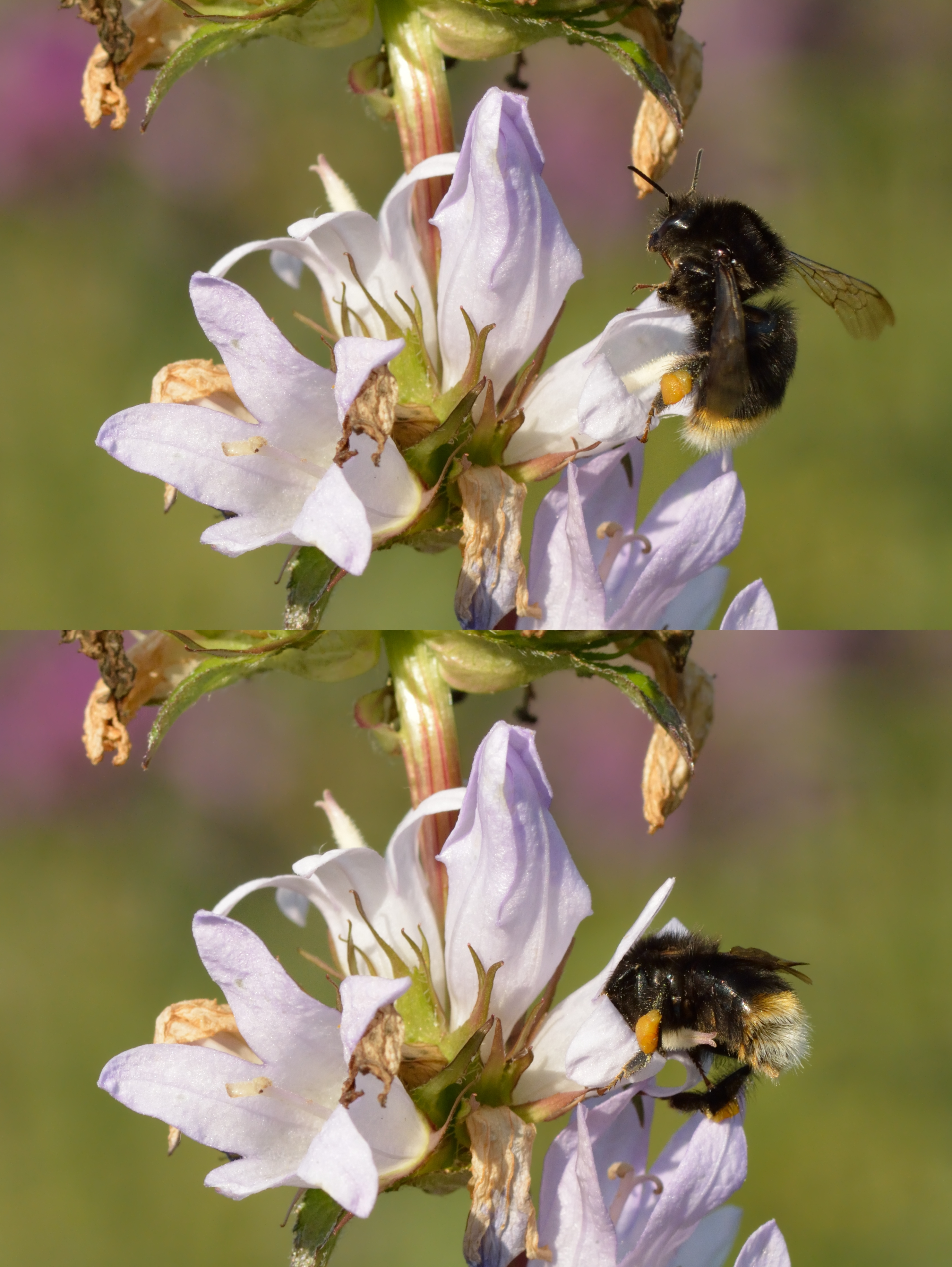